# 연암집
《연암집》(燕巖集)은 연암 박지원의 산문을 엮은 문집이다. 연민 이가원이 소장하여 오다가 조선시대의 대표적인 사상가 및 서화가들이 남긴 서적 서화, 골동품 등 문화재급 유품 3만여점을 1986년 12월 22일 기증한 자료 중에 연암집이 포함되어 있었다. 단국대학교 연민문고에도 소장되어 있으며, 규장각에도 일부 소장되어 있다.

## 개요
창강 김택영은 <연암집>에 담긴 박지원의 글에 대해 ‘천 년의 역사 가운데 일찍이 존재한 적이 없던 바’라고 극찬하였다. 박지원은 《연암집》에서 이른바 연암체라 불리는 고유한 문체를 사용하여, 기존의 판에 박힌 글투를 과감하게 탈피했다.
전통적으로 지켜야 했던 바르고 고운 문체 대신 비속어를 적극적으로 끌어 쓰는 등 그만의 독특한 문체를 썼으며, 해학과 풍자를 적극적으로 활용하여 당시에 많은 논란을 불러일으켰다.
또한 그는 보다 현실적이고 실용적인 것들을 그의 글에서 제안하고 있다. 그가 당시 문인들과 비슷한 생각을 했다면 그의 글은 새로울 수 없었을 것이다. 작은 것에서 의미를 발견하고 소박한 것에서 정신을 엿보는 그의 통찰이 《연암집》에 고스란히 담겨 있다. 한학과 국문학 발전에 크게 기여한 연민 이가원 선생이 생전 단국대에 기증한 2만5000여 점의 유물은 학술적으로 가치가 높다는 평가이다.
대표적인 유물은 박지원의 '열하일기(熱河日記)' 친필본과 그림을 비롯하여 퇴계 이황의 친필 글씨와 그림, 미수 허목의 그림과 인장, 성호 이익의 '곽우록(藿憂錄)', 초정 박제가의 '정유각집' 친필본, 다산 정약용의 '여유당집(與猶堂集)', 추사 김정희의 글씨와 그림, 인장 등 조선시대 성리학과 실학사상을 대표하는 선비들과 관련된 유물이다.

## 구성
《연암집》은 17권 6책의 신활자본으로 1932년 박영철(朴榮喆)에 의해 편집, 간행된바 있다. 박영철에 의하여 간행되기 전에도 1900년과 1901년 사이에 김택영(金澤榮)의 초간본(원집 6권 2책, 속집 3권 1책)이 나왔고, 1914년에 다시 초간본 원집과 속집을 합하고 산삭(刪削)한 7권의 중편본(重編本)이 간행되었다.
그 뒤, 박영철은 박지원의 글을 취사하지 않고 수집가능한 것들을 모두 모으고 박지원의 아들 종간(宗侃) 등이 편집한 57권 18책의 필사본을 저본(底本)으로 하여 여기에다 《열하일기》(熱河日記)·《과농소초》(課農小抄)를 별집으로 더하여 합간하였다.

## 인용
| “ | 아! 저 까마귀를 보라. 그 날개보다 더 검은색이 없긴 하나 얼핏 옅은 황금색이 돌고, 다시 연한 녹색으로 반짝인다. 햇볕이 비추면 자주색으로 솟구치다, 눈이 어른어른하면 비취색으로 변한다. 그러므로 내가 비록 푸른 까마귀라고 말해도 괜찮은 것이고 다시 붉은 까마귀라고 말해도 상관없는 것이다. 저 사물은 본디 정해진 색이 없는데도 내가 눈으로 먼저 정해버리는 것이다. 어찌 그 눈에서만 판정할 따름이랴? 보지도 않으면서 마음속에서 미리 판정해 버린다.(噫, 瞻彼烏矣. 莫黑其羽, 忽暉乳金, 復耀石綠, 日映之而騰紫, 目閃閃而轉翠. 然則吾雖謂之蒼烏, 可也, 復謂之赤烏, 可也. 彼旣本無定色, 而我乃以目先定. 奚特定於其目? 不覩而先定於其心.) | ” |

## 같이 보기
- 박지원

## 참고 자료
- 《목민심서》, 정약용 지음, 김기태 엮음, 청목사(2002년)
- 「한권으로 읽는 조선왕조실록」, 실학의 최고봉 정약용, 박영규 저, 웅진닷컴(2004년, 421~449p)
- 「매천야록」, 갑오년(1894, 고종 31년) 전, 황현 저, 허경진 역, 서해문집(2006년, 51~62p)
- 본 문서에는 지식을만드는지식에서 CC-BY-SA 3.0으로 배포한 책 소개글을 기초로 작성된 내용이 포함되어 있습니다.